# Bartolomeudiasiella atlanticus
Bartolomeudiasiella atlanticus är en tvåvingeart som beskrevs av Travassos Santos Dias 1987. Bartolomeudiasiella atlanticus ingår i släktet Bartolomeudiasiella och familjen bromsar.
Artens utbredningsområde är Namibia. Inga underarter finns listade i Catalogue of Life.